# Puck & Hans
Puck & Hans is een modelabel van Puck Kroon en Hans Kemmink. Dit modeontwerpersechtpaar had tussen 1968 en 1998 behalve een eigen label drie winkels waar ze, naast hun eigen producties, ook creaties van internationale ontwerpers verkochten.

## Carrière
Puck Kroon (Rotterdam, 1941) en Johan Arend (Hans) Kemmink (Zutphen, 7 februari 1947) ontwierpen voor het label tussen 1968 en 1998 twee collecties per jaar. In 1967 openden ze hun eerste winkel in Den Haag en vervolgens nog twee, in Amsterdam (1974) en Rotterdam. Daarnaast werden hun collecties bij onder andere Bloomingdale's in New York verkocht. Kroon studeerde mode aan de Academie voor Beeldende Kunsten te Rotterdam, Kemmink was autodidact.
Op 1 januari 1998 werden zowel de drie winkels als het label opgeheven. Puck begon een studie kunstgeschiedenis en Hans ging zich richten op een carrière als fotograaf. Incidenteel verzorgden zij nog workshops en lezingen over mode.

## Stijl
De ontwerpers verkochten in hun winkels behalve de eigen collectie ook producten van ontwerpers als Kenzo, Yohji Yamamoto en Jean Colonna. Ze waren de eersten in Nederland die ontwerpen van Jean-Paul Gaultier verkochten. Het duo trok onder andere de aandacht met experimentele en bijzondere etalages.
Kenmerkend voor het label Puck & Hans was de eigenzinnige stofkeuze. De zelfgemaakte kleding werd uitgevoerd in voor die tijd de nieuwste technische vondsten zoals lycra of microvezels. De stoffen waren vaak het uitgangspunt voor de collectie.

## Erkenning
- In 1987 wonnen zij de internationale modeprijs ‘Fil d’Or’ voor hun collectie in linnen. Ook werden ze onderscheiden met de Max Heijmans-ring.[7]
- In 1998 werden Kroon en Kemmink benoemd tot ridder in de Orde van Oranje-Nassau, onder meer vanwege hun toonaangevende rol in de Nederlandse modewereld.[6]
- Ontwerpen voor het label Puck & Hans zijn aangekocht door Centraal Museum Utrecht, Gemeentemuseum Den Haag en het Amsterdam Museum.

## Tentoonstelling
- 2017 Overzichtstentoonstelling 'PUCK & HANS' - COUTURE LOCALE, 9 juni – 3 september in Amsterdam Museum. Naast collectiestukken, waren er ook Puck en Hans kledingontwerpen uit particulier bezit in de tentoonstelling opgenomen. Op de openingsdag droegen een groot aantal genodigden hun favoriete Puck & Hans aankoop. In het Amsterdam Museum was de overzichtstentoonstelling opgesplitst in twaalf thema's: Waterlelies, Business, Birds of Paradise, Etalages, Silhouetten, Afrika, Sexy zwart, Oosters, Memories, Mongolie, India en Bruid. Een documentaire liet zien hoe de tentoonstelling tot stand kwam. Regisseur Peter Wingender heeft het hele proces vastgelegd, van het opsporen van kledingstukken tot en met de openingsdag op 9 juni en de invloed die Puck en Hans's ontwerpen hadden en hebben op de modewereld.

## Privé
Kroon en Kemmink waren niet alleen partners in mode maar ook echtgenoten. In 1969 kregen ze een dochter, de fotograaf Carmen Kemmink. Hans Kemmink overleed op 31 juli 2022 op 75-jarige leeftijd.